# Mirko Borscht

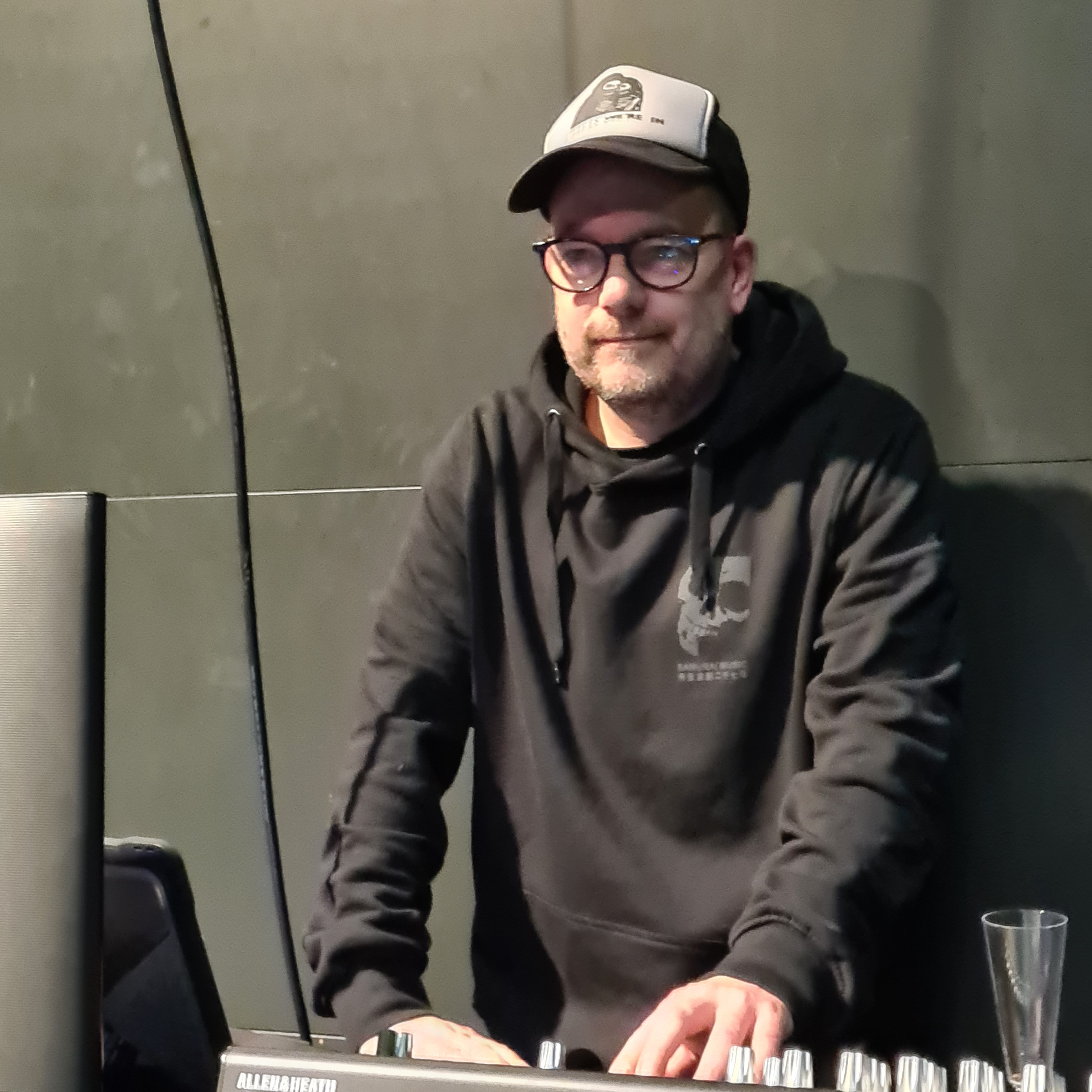
Mirko Borscht 2024 bei der Regie an "Halblang" im Kleist Forum

Mirko Borscht (* 20. Februar 1971 in Cottbus) ist ein deutscher Regisseur und Drehbuchautor.

## Leben
Borscht wuchs in Cottbus auf, wo er die Polytechnische Oberschule besuchte. Danach begann er eine Lehre als Herrenmaßschneider, die er allerdings vorzeitig abbrach; stattdessen zog er 17-jährig nach Berlin. Er arbeitete zunächst bei verschiedenen Filmproduktionen als Regie- und Kameraassistent. Nach zwei Co-Regiearbeiten am Theater inszenierte er 1992 mit dem Kurzfilm Mäuseboxen seine erste eigene Filmarbeit, danach folgte der zweite Kurzfilm Bastard!.
Seine Arbeit als Regisseur in Film und Theater wurde wesentlich durch die Zusammenarbeit mit jugendlichen Laiendarstellern bestimmt. So entstand 2005 sein erster abendfüllender Spielfilm Kombat Sechzehn, 2007 folgte das Theaterstück Opferpopp, das er für das Thalia Theater Halle mit so genannten „Problemkids“ entwickelte. 2008 erhielt Opferpopp den Hans-Götzelmann-Preis für Streitkultur des Instituts für Friedenspädagogik Tübingen und 2009 wurde dem Projekt der BKM-Preis Kulturelle Bildung vom Beauftragten der Bundesregierung für Kultur und Medien Bernd Neumann in der Stiftung Genshagen verliehen.
Am Centraltheater Leipzig waren in seiner Regie die Stücke Sweet Dreams und Der Tag des Opritschniks (nach einer Romanvorlage von Wladimir Sorokin) zu sehen. Für das Junge Schauspiel Hannover bearbeitete er 2010 das Stück komA von Georg Staudacher und Volker Schmidt und setzte es in der Tellkampfschule Hannover mit 19 Jugendlichen, zwei Lehrern und zwei professionellen Schauspielern in Szene.
Nach Unfun, dem 3. Teil der Skandinavischen Misanthropie von Matias Faldbakken, inszenierte Borscht am Centraltheater/Skala Leipzig Deutschland tanzt nicht als Premiere zur Eröffnung der Spielzeit 2010/2011.
Seither inszeniert er an internationalen Theatern. Sein Schwerpunkt sind filmästhetische Installationen in frei begehbaren Räumen.
Neben seiner Regietätigkeit arbeitet Borscht auch als Installations- und Videokünstler im Bereich neue und experimentelle Musik u. a. für die freie Opernkopanie Novoflot, die Marc Sinan Company und bridgeworks.

## Filmografie
- 1992: Mäuseboxen (Kurzfilm)
- 2002: Bastard! (Kurzfilm)
- 2005: Kombat Sechzehn[1]

## Weitere Filmarbeiten
- 2001: Berlin is in Germany – Regieassistenz für Hannes Stöhr
- 2006: Wut – Regieassistenz für Züli Aladağ
- 2008: Berlin Calling – Regieassistenz für Hannes Stöhr
- 2008: Torpedo (Kurzfilm) – Regieassistenz für Helene Hegemann

## Theater
- 2007: Opferpopp (Thalia Theater Halle)[2]
- 2009: Opferpopp II / Retardenrepublik (Centraltheater / Skala Leipzig)[2]
- 2009: Sweet Dreams (Centraltheater / Skala Leipzig)[3]
- 2009: Der Tag des Opritschniks (Centraltheater / Skala Leipzig)[3]
- 2010: komA (Junges Schauspiel Hannover)[4][5][6]
- 2010: Unfun (Centraltheater / Skala Leipzig)[3]
- 2010: Deutschland tanzt nicht (Centraltheater / Skala Leipzig)[7]
- 2010: Kristus – Monster of Münster (Junges Schauspiel Hannover)[8]
- 2010: Welt Ohne Uns – Unwetter (Schauspielhaus Hannover)
- 2011: 2 Tage Brasch (Centraltheater / Skala Leipzig)
- 2012: Harper Regan (Thalia Theater Halle)
- 2013: Europa (Theater Bremen)
- 2013: Larger than Life (Theater Bremen)
- 2013: Tod-krank.Doc (Theater Bremen)
- 2014: Woyzeck Murder Mystery (Maxim Gorki Theater Berlin)
- 2014: Die Schutzbefohlenen  (Theater Bremen)
- 2015: Hic Sunt Leones – Smittefare Jeanne Dárc (Sydhavn Teater Kopenhagen / Warehouse9)
- 2015: Verbrennungen (Theater Bremen)
- 2015: The Inbetween Speech (Maxim Gorki Theater Berlin)
- 2016: Ghost Of Chance (HKB Bern)
- 2016: AntiClock (Münchener Biennale)
- 2016: D´arc (Teater Nordkraft Allborg / Sydhavn Teater Kopenhagen)
- 2016: Der Auftrag (Maxim Gorki Theater Berlin)
- 2017: Glück Ist Ein Warmes Gewehr (HKB Bern)
- 2017: DeathIntegration (Maxim Gorki Theater Berlin)
- 2018: Aufstieg und Fall der Station Neu-Blumenthal (Theater Bremen)
- 2019: Cybercity (Luzerner Theater)
- 2019: 2084 – ein digitales Diktaturmanöver (Staatsschauspiel Dresden)
- 2020: FuturX – Xenoplication (Sydhavn Teater Kopenhagen)
- 2021: Pigwise (Spreehalle Berlin)
- 2022: Ground Control (Maxim Gorki Theater)
- 2024: Halblang (Kleist Forum Frankfurt (Oder))[9][10]